# USS LST-317
O USS LST-317 foi um navio de guerra norte-americano da classe LST que operou durante a Segunda Guerra Mundial.